# No Tears Left to Cry
No Tears Left to Cry is een nummer van de Amerikaanse zangeres Ariana Grande. Het is de lead single van Grandes vierde studioalbum, Sweetener. Het nummer is uitgebracht op 20 april 2018 en is geschreven door Max Martin, Savan Kotecha, Ilya Salmanzadeh en Ariana Grande zelf. Het is geproduceerd door Max Martin en Ilya Salmanzadeh en de muziekvideo van het nummer is geregisseerd door Dave Meyers.
De single werd voor het eerst geperformd in het tweede weekend van het bekende festival Coachella, op 20 april 2018. In mei volgde de eerste tv-performance toen ze te gast was bij Jimmy Fallon. Later opende ze de Billboard Music Awards nog met een schitterende performance samen met andere hit singles "Dangerous Woman" en "Side to Side".
De videoclip is met zijn 890 miljoen views een van haar meest bekeken video's ooit op YouTube. Er zitten verschillende verwijzingen in naar de eerder gebeurde aanslagen in Manchester, zoals de bij op het einde.  Ook is er een verwijzing naar het album Sweetener, dat later dat jaar uitkwam; er is namelijk een deel van de tracklist te zien in een van de scènes. Het kreeg de award voor Best Pop Video op de MTV Video Music Awards in 2018.

## Hitnoteringen

### Nederlandse Top 40
| Hitnotering: 27-04-2018 t/m 30-09-2018 | Hitnotering: 27-04-2018 t/m 30-09-2018 | Hitnotering: 27-04-2018 t/m 30-09-2018 | Hitnotering: 27-04-2018 t/m 30-09-2018 | Hitnotering: 27-04-2018 t/m 30-09-2018 | Hitnotering: 27-04-2018 t/m 30-09-2018 | Hitnotering: 27-04-2018 t/m 30-09-2018 | Hitnotering: 27-04-2018 t/m 30-09-2018 | Hitnotering: 27-04-2018 t/m 30-09-2018 | Hitnotering: 27-04-2018 t/m 30-09-2018 | Hitnotering: 27-04-2018 t/m 30-09-2018 | Hitnotering: 27-04-2018 t/m 30-09-2018 | Hitnotering: 27-04-2018 t/m 30-09-2018 |
| Week:                                  | 1                                      | 2                                      | 3                                      | 4                                      | 5                                      | 6                                      | 7                                      | 8                                      | 9                                      | 10                                     | 11                                     | 12                                     |
| -------------------------------------- | -------------------------------------- | -------------------------------------- | -------------------------------------- | -------------------------------------- | -------------------------------------- | -------------------------------------- | -------------------------------------- | -------------------------------------- | -------------------------------------- | -------------------------------------- | -------------------------------------- | -------------------------------------- |
| Positie:                               | 29                                     | 7                                      | 2                                      | 2                                      | 2                                      | 3                                      | 3                                      | 4                                      | 4                                      | 4                                      | 4                                      | 4                                      |
| Week:                                  | 13                                     | 14                                     | 15                                     | 16                                     | 17                                     | 18                                     | 19                                     | 20                                     | 21                                     | 22                                     | 23                                     | 24                                     |
| Positie:                               | 6                                      | 10                                     | 12                                     | 15                                     | 16                                     | 18                                     | 19                                     | 24                                     | 28                                     | 33                                     | 33                                     | uit                                    |

### NederlandseSingle Top 100
| Hitnotering: 21-04-2018 t/m 13-10-2018 | Hitnotering: 21-04-2018 t/m 13-10-2018 | Hitnotering: 21-04-2018 t/m 13-10-2018 | Hitnotering: 21-04-2018 t/m 13-10-2018 | Hitnotering: 21-04-2018 t/m 13-10-2018 | Hitnotering: 21-04-2018 t/m 13-10-2018 | Hitnotering: 21-04-2018 t/m 13-10-2018 | Hitnotering: 21-04-2018 t/m 13-10-2018 | Hitnotering: 21-04-2018 t/m 13-10-2018 | Hitnotering: 21-04-2018 t/m 13-10-2018 | Hitnotering: 21-04-2018 t/m 13-10-2018 | Hitnotering: 21-04-2018 t/m 13-10-2018 | Hitnotering: 21-04-2018 t/m 13-10-2018 | Hitnotering: 21-04-2018 t/m 13-10-2018 | Hitnotering: 21-04-2018 t/m 13-10-2018 | Hitnotering: 21-04-2018 t/m 13-10-2018 | Hitnotering: 21-04-2018 t/m 13-10-2018 | Hitnotering: 21-04-2018 t/m 13-10-2018 | Hitnotering: 21-04-2018 t/m 13-10-2018 | Hitnotering: 21-04-2018 t/m 13-10-2018 | Hitnotering: 21-04-2018 t/m 13-10-2018 |
| Week:                                  | 1                                      | 2                                      | 3                                      | 4                                      | 5                                      | 6                                      | 7                                      | 8                                      | 9                                      | 10                                     | 11                                     | 12                                     | 13                                     | 14                                     | 15                                     | 16                                     | 17                                     | 18                                     | 19                                     | 20                                     |
| -------------------------------------- | -------------------------------------- | -------------------------------------- | -------------------------------------- | -------------------------------------- | -------------------------------------- | -------------------------------------- | -------------------------------------- | -------------------------------------- | -------------------------------------- | -------------------------------------- | -------------------------------------- | -------------------------------------- | -------------------------------------- | -------------------------------------- | -------------------------------------- | -------------------------------------- | -------------------------------------- | -------------------------------------- | -------------------------------------- | -------------------------------------- |
| Positie:                               | 4                                      | 4                                      | 6                                      | 5                                      | 6                                      | 7                                      | 6                                      | 9                                      | 13                                     | 22                                     | 24                                     | 23                                     | 32                                     | 33                                     | 46                                     | 49                                     | 47                                     | 27                                     | 42                                     | 61                                     |
| Week:                                  | 21                                     | 22                                     | 23                                     | 24                                     | 25                                     |                                        |                                        |                                        |                                        |                                        |                                        |                                        |                                        |                                        |                                        |                                        |                                        |                                        |                                        |                                        |
| Positie:                               | 64                                     | 65                                     | 63                                     | 77                                     | 98                                     | uit                                    |                                        |                                        |                                        |                                        |                                        |                                        |                                        |                                        |                                        |                                        |                                        |                                        |                                        |                                        |

### Ultratop 50 (Vlaanderen)
| Hitnotering: 28-04-2018 t/m 13-10-2018 | Hitnotering: 28-04-2018 t/m 13-10-2018 | Hitnotering: 28-04-2018 t/m 13-10-2018 | Hitnotering: 28-04-2018 t/m 13-10-2018 | Hitnotering: 28-04-2018 t/m 13-10-2018 | Hitnotering: 28-04-2018 t/m 13-10-2018 | Hitnotering: 28-04-2018 t/m 13-10-2018 | Hitnotering: 28-04-2018 t/m 13-10-2018 | Hitnotering: 28-04-2018 t/m 13-10-2018 | Hitnotering: 28-04-2018 t/m 13-10-2018 | Hitnotering: 28-04-2018 t/m 13-10-2018 | Hitnotering: 28-04-2018 t/m 13-10-2018 | Hitnotering: 28-04-2018 t/m 13-10-2018 | Hitnotering: 28-04-2018 t/m 13-10-2018 | Hitnotering: 28-04-2018 t/m 13-10-2018 |
| Week:                                  | 1                                      | 2                                      | 3                                      | 4                                      | 5                                      | 6                                      | 7                                      | 8                                      | 9                                      | 10                                     | 11                                     | 12                                     |                                        |                                        |
| -------------------------------------- | -------------------------------------- | -------------------------------------- | -------------------------------------- | -------------------------------------- | -------------------------------------- | -------------------------------------- | -------------------------------------- | -------------------------------------- | -------------------------------------- | -------------------------------------- | -------------------------------------- | -------------------------------------- | -------------------------------------- | -------------------------------------- |
| Positie:                               | 9                                      | 10                                     | 10                                     | 8                                      | 7                                      | 6                                      | 6                                      | 5                                      | 5                                      | 6                                      | 6                                      | 9                                      |                                        |                                        |
| Week:                                  | 13                                     | 14                                     | 15                                     | 16                                     | 17                                     | 18                                     | 19                                     | 20                                     | 21                                     | 22                                     | 23                                     | 24                                     | 25                                     |                                        |
| Positie:                               | 7                                      | 10                                     | 12                                     | 14                                     | 14                                     | 9                                      | 11                                     | 14                                     | 22                                     | 19                                     | 35                                     | 38                                     | 42                                     |                                        |